# Alblasserdam
Alblasserdam (anhörenⓘ) ist eine Gemeinde in der niederländischen Provinz Südholland.  Innerhalb der Gemeindegrenzen liegen keine weitere Orte, abgesehen von einem Teil von Kinderdijk.

## Lage und Wirtschaft
Alblasserdam liegt im Westen des Polders Alblasserwaard. Der Flussarm Noord trennt den Ort von den südwestlichen Nachbargemeinden Ridderkerk,  Hendrik-Ido-Ambacht und Papendrecht. In Hendrik-Ido-Ambacht ist eine Ausfahrt der Autobahn A15 (Rotterdam/Dordrecht – Arnhem/Nijmegen). Von dort aus kann man zunächst das Industriegelände und dann den Ortskern von Alblasserdam erreichen. In dieser Autobahn führt ein Tunnel unmittelbar südlich von Alblasserdam unter den Noord hindurch.
Wer kein Auto hat, muss über Rotterdam oder Dordrecht nach Ridderkerk reisen. Dort kann man den Bus nach Alblasserdam nehmen.
In Alblasserdam befindet sich bedeutende Industrie, die mit der Schifffahrt auf dem Rhein und dem nicht weit entfernten Hafen von Rotterdam verbunden ist, u. a. eine Schiffswerft und mehrere Metall verarbeitende Unternehmen.

## Geschichte
Die Geschichte von Alblasserdam beginnt etwa vor ungefähr 700 Jahren. Der Name wird zum ersten Mal in einer Chronik von Melis Stoke aus dem Jahr 1299 erwähnt. Zu jener Zeit waren Alblasserdam und Oud-Ablas zu einer Einheit zusammengeschlossen. Das alte Zentrum des Ortes wurde, beim Ausbruch des Zweiten Weltkrieges in den Niederlanden, am 11. Mai 1940 durch Bomben sehr getroffen. Die historische Kerkstraat und die charakteristische Deichbebauung wurden größtenteils nicht in Mitleidenschaft gezogen.
In der Geschichte von Alblasserdam hat das Wasser immer eine große Rolle gespielt. Der Name des Ortes wird von dem Flüsschen Alblas (östlich des Dorfes) hergeleitet. Dort wurde ein Damm errichtet. Der Fluss De Noord ist von großem Belang für das Wachstum des Ortes gewesen. Er wurde zu einem geeigneten Ort, an dem sich die Industrie niederließ. Allerdings brachte die Nähe zum Wasser auch Nachteile mit sich. In den Jahren zwischen 1350 und 1821 stand die Alblasserwaard 32 Mal unter Wasser. Auch die letzte große Überschwemmung vom Februar 1953 traf einen Teil von Alblasserdam. Seit der Deichverstärkung und der Schleusensanierung geht keine direkte Gefahr mehr vom Wasser aus.

## Sehenswürdigkeiten
- Die Windmühlen von Kinderdijk nördlich des Dorfes.
- Der Park des Ortes um die kleine See Lammetjeswiel mit einem kleinen Waldstück.

## Politik

### Sitzverteilung im Gemeinderat
Seit 1982 ergaben sich folgende Sitzverteilungen im Gemeinderat von Alblasserdam:
| Partei                                   | Sitze | Sitze | Sitze | Sitze | Sitze | Sitze | Sitze | Sitze | Sitze | Sitze | Sitze |
| Partei                                   | 1982  | 1986  | 1990  | 1994  | 1998  | 2002  | 2006  | 2010  | 2014  | 2018  | 2022  |
| ---------------------------------------- | ----- | ----- | ----- | ----- | ----- | ----- | ----- | ----- | ----- | ----- | ----- |
| SGP                                      | 2     | 2     | 3     | 3     | 3     | 3     | 3     | 3     | 4     | 5     | 5     |
| PvdA a                                   | 6     | 7     | 6     | 4     | 5     | –     | 6     | 4     | 3     | 4     | 3     |
| VVD                                      | 2     | 2     | 2     | 2     | 2     | 3     | 2     | 3     | 2     | 3     | 3     |
| CDA                                      | 4     | 3     | 4     | 4     | 3     | 4     | 4     | 3     | 3     | 3     | 3     |
| D66 a                                    | –     | –     | –     | 2     | 1     | –     | –     | 2     | 2     | 2     | 3     |
| ChristenUnie                             | –     | –     | –     | –     | –     | 2     | 2     | 2     | 2     | 2     | 2     |
| Leefbaar Alblasserdam                    | –     | –     | –     | –     | –     | –     | –     | –     | 1     | –     | –     |
| Samenwerking Progressief Alblasserdam a  | –     | –     | –     | –     | –     | 5     | –     | –     | –     | –     | –     |
| Progressieve Samenwerking Alblasserdam a | –     | 1     | 2     | 2     | 2     | –     | –     | –     | –     | –     | –     |
| RPF                                      | –     | –     | –     | –     | 1     | –     | –     | –     | –     | –     | –     |
| Alblasserdams Belang                     | 3     | 2     | –     | –     | –     | –     | –     | –     | –     | –     | –     |
| Gesamt                                   | 17    | 17    | 17    | 17    | 17    | 17    | 17    | 17    | 17    | 19    | 19    |

Die Parteien SGP, PvdA und CDA schlossen für den Zeitraum von 2018 bis 2022 einen Koalitionsvertrag.
Anmerkungen

### Bürgermeister
Seit dem 30. März 2023 ist Jan Willem Boersma (ChristenUnie) amtierender Bürgermeister der Gemeinde. Zu seinem Kollegium zählen die Beigeordneten Peter Verheij (SGP), Dorien Zandvliet (PvdA), Arjan Kraijo (CDA).

### Partnerstädte
- Stg. Luna de Sus, Rumänien
- Sereď, Slowakei

## Söhne und Töchter der Gemeinde
- Herbertus Bikker (1915–2008), Mitglied der Waffen-SS
- Cornelis van Eesteren (1897–1988), Architekt und Stadtplaner
- Herman van der Horst (1910–1976), Dokumentarfilmer
- Fop Smit (1777–1866), Reeder und Schiffbau-Unternehmer
- Kees Zwamborn (* 1952), Fußballspieler und -trainer
- Bernard van den Toren (* 1966), evangelischer Theologe